# Torvald Högström
Torvald Högström (nascido em 16 de fevereiro de 1926) é um ex-ciclista olímpico finlandês. Representou sua nação em três eventos nos Jogos Olímpicos de Verão de 1948.